# تپه کوره خانی الهیه
تپه کوره خانی الهیه مربوط به دوران پیش از تاریخ ایران باستان تا دوران‌های تاریخی پس از اسلام است و در شهرستان صحنه، دهستان هجر، ۲۰۰ متری جنوب شهرک الهیه واقع شده و این اثر در تاریخ ۳۰ تیر ۱۳۸۴ با شمارهٔ ثبت ۱۲۲۰۱ به‌عنوان یکی از آثار ملی ایران به ثبت رسیده است.